# Bud Grant
Harold Peter "Bud" Grant, Jr. (Superior, Wisconsin, 20 de mayo de 1927-11 de marzo de 2023) fue un jugador de baloncesto y fútbol americano y entrenador estadounidense que disputó dos temporadas en la NBA, y como jugador de fútbol, otras dos en la NFL y cuatro más en la CFL. Con 1,91 metros de estatura, jugaba en la posición de alero en baloncesto y wide receiver y defensive end en fútbol americano. Como entrenador, dirigió durante nueve temporadas a los Winnipeg Blue Bombers de la Canadian Football League, y 18 más a los Minnesota Vikings de la NFL. Fue el primer entrenador en llevar a equipos a disputar la Grey Cup y la Super Bowl.

## Trayectoria deportiva

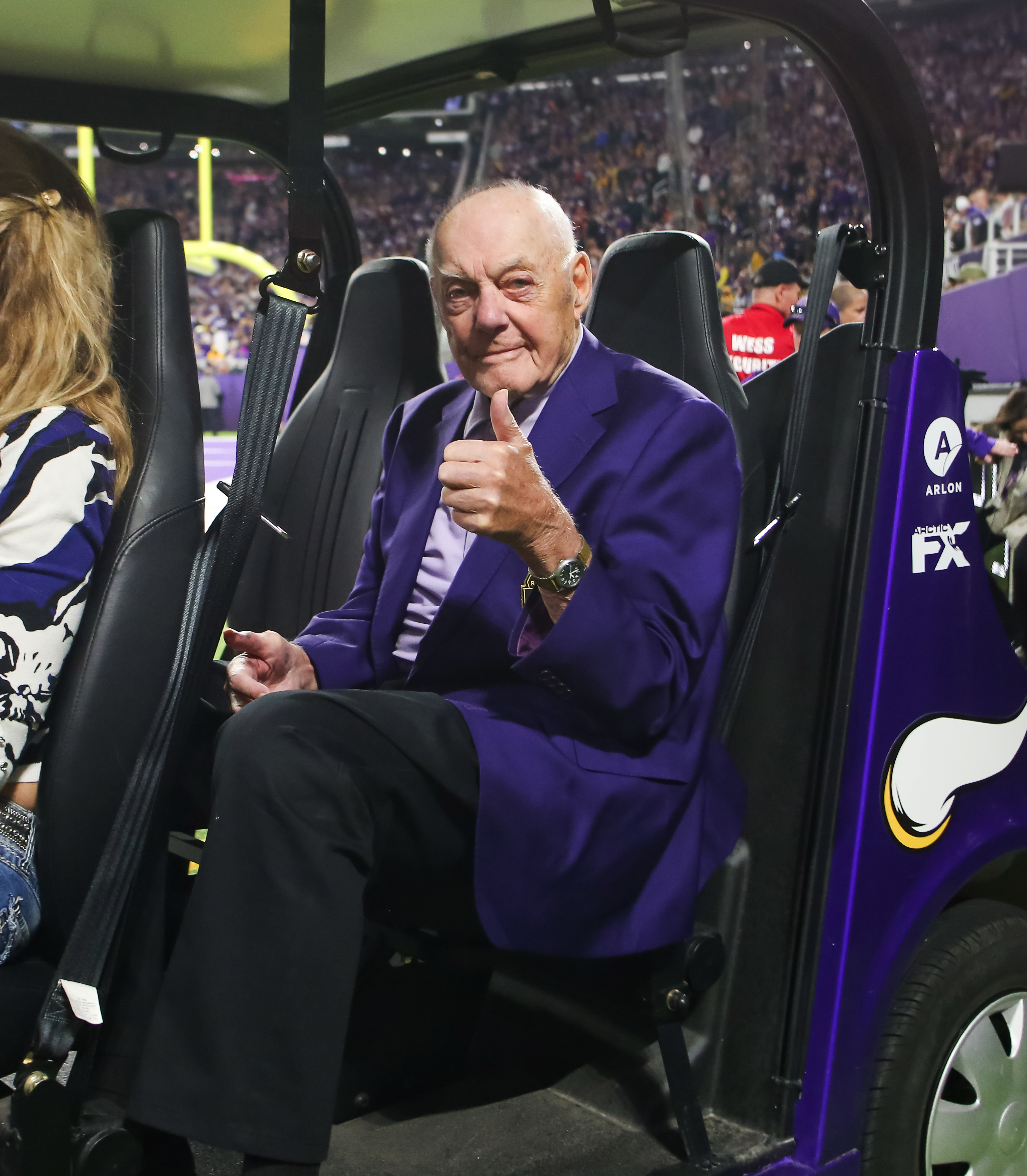
Bud Grand en 2019

### Universidad
Tras dejar el instituto, se alistó en la Armada de los Estados Unidos, y tras dejar el ejército, aceptó ir a jugar a los Golden Gophers de la Universidad de Minnesota, donde practicó baloncesto, fútbol americano y béisbol. En fútbol fue elegido en dos ocasiones en el mejor equipo de la Big Ten Conference. En baloncesto, en tres temporadas promedió 8,0 puntos por partido.

### Baloncesto
Fue elegido en la cuadragésimo sexta posición del Draft de la NBA de 1950 por Minneapolis Lakers, equipo que ya le había contratado la temporada anterior, y con el que se proclamó campeón de la NBA tras derrotar en las finales a los Syracuse Nationals. Grant promedió 2,6 puntos por partido.
Al año siguiente continuó en el equipo, debido sobre todo a su posición de jugador local y al aumento de sueldo que le hizo la franquicia, a pesar de haber sido elegido ese año en la primera ronda del draft de la NFL. Sus estadísticas ese año fueron de 2,6 puntos y 1,9 rebotes por encuentro.

### Fútbol americano
Fue elegido en el Draft de la NFL de 1950 en el puesto 14 por Philadelphia Eagles, incorporándose al equipo en 1951. en su segunda temporada acabó como segundo mejor de la liga en recepciones, con 84, y en la misma posición en yardas por partido en recepción, con 83,1.
A pesar de su buen rendimiento en su segunda temporada, no estaba satisfecho con su contrato, por lo que decidió aceptar la oferta de los Winnipeg Blue Bombers de la liga canadiense, donde jugó cuatro temporadas, acabando en tres de ellas como mejor receptor de la liga, en dos el mejor en yardas por recepción, y fue elegido en dos ocasiones All-Star.

### Entrenador
Nada más retirarse, los Bombers le ofrecieron el puesto de entrenador, a pesar de que solo contaba con 29 años. Dirigió al equipo durante nueve temporadas, llevándolos a disputar seis Grey Cup y a ganar cuatro campeonatos de la CFL.En total consiguió 122 victorias, 67 derrotas y 3 empates, con un porcentaje de victorias del 64%.
En 1967 regresó a su país, para hacerse cargo del banquillo de los Minnesota Vikings de la NFL, equipo al que dirigió durante 18 temporadas, ganando el título de campeón en 1969, año en el que logró el galardón de Entrenador del Año de la NFL, y llegando a disputar la Super Bowl en tres ocasiones más. En total logró 151 victorias, 87 derrotas y 5 empates.

## Estadísticas de su carrera en la NBA

### Temporada regular
| Temporada | Edad | Equipo             | Liga | Pos. | P  | TIT | MIN | TC  | TCA | %TC  | 3P | 3PA | %3P | TL  | TLA | %TL  | R.OF. | R.DEF. | REB | ASIS | ROB | TAP | PER | FP  | PTS |
| 1949-50   | 22   | Minneapolis Lakers | NBA  |      | 35 |     |     | 1.2 | 3.3 | .365 |    |     |     | 0.2 | 0.5 | .412 |       |        |     | 0.5  |     |     |     | 1.0 | 2.6 |
| 1950-51   | 23   | Minneapolis Lakers | NBA  |      | 61 |     |     | 0.9 | 3.0 | .288 |    |     |     | 0.9 | 1.4 | .627 |       |        | 1.9 | 1.2  |     |     |     | 1.7 | 2.6 |
| Total     |      |                    | NBA  |      | 96 |     |     | 1.0 | 3.1 | .318 |    |     |     | 0.6 | 1.0 | .590 |       |        | 1.9 | 0.9  |     |     |     | 1.5 | 2.6 |

### Playoffs
| Temporada | Edad | Equipo             | Liga | Pos. | P  | TIT | MIN | TC  | TCA | %TC  | 3P | 3PA | %3P | TL  | TLA | %TL   | R.OF. | R.DEF. | REB | ASIS | ROB | TAP | PER | FP  | PTS |
| 1949-50   | 22   | Minneapolis Lakers | NBA  |      | 11 |     |     | 1.6 | 4.1 | .400 |    |     |     | 0.6 | 1.3 | .500  |       |        |     | 0.6  |     |     |     | 2.3 | 3.9 |
| 1950-51   | 23   | Minneapolis Lakers | NBA  |      | 6  |     |     | 0.7 | 1.8 | .364 |    |     |     | 0.5 | 0.5 | 1.000 |       |        | 0.8 | 0.0  |     |     |     | 2.0 | 1.8 |
| Total     |      |                    | NBA  |      | 17 |     |     | 1.3 | 3.3 | .393 |    |     |     | 0.6 | 1.0 | .588  |       |        | 0.8 | 0.4  |     |     |     | 2.2 | 3.2 |